# Erzurumi csata
Az erzurumi csata a kaukázusi front egyik csata-sorozata volt az első világháborúban, az Oszmán Birodalom és az Orosz Birodalom csapatai között. A hadjárat során orosz kézre került Erzurum városa és környéke.

## Előzmények
Az Orosz Birodalom a sarikamisi csata során döntő vereséget mért a török erőkre, mégsem tudta a győzelmet kihasználni, létszámhiány miatt. 1915 augusztusában a Van-tó környéke is elveszett az oroszok számára (1 hónapon belül visszafoglalták) és ez arra ösztönözte az orosz hadvezetést, hogy nagyobb erőket csoportosítsanak a Kaukázusba és egy nagy hadjáratot kezdjenek a törökök ellen. 1915 szeptemberében Miklós nagyherceg érkezett a Kaukázusba, mint az Orosz Birodalom alkirálya. A nagyherceg felhatalmazta Jugyenyics tábornokot egy Oszmán Birodalom elleni, 1916. évi támadás előkészítésére. Jugyenyics tábornok terveiben Erzurum elfoglalását tűzte ki feladatul az orosz haderőnek, mely város az 1914-es török támadás kiindulópontja volt. A Dardanellák ostroma miatt a törökök 8 hadosztályt vontak ki a Kaukázus térségéből, Jugyenyics úgy gondolta, hogy egy gyors offenzívával el tudják foglalni Erzurum városát, mielőtt a török hadosztályok visszaérkeznének.

## A hadjárat kezdete
1916. január 11-én Jugyenyics tábornok, meglepve a török haderőt, megtámadta az Oszmán Birodalmat. Az oroszok, haderejüket megosztva, az egyik hadtesttel Erzurumtól északra, a másik hadtesttel a várostól délre vonultak előre. Az orosz erők jól felszereltek voltak, rendelkeztek téli ruházattal, szemben a török csapatokkal. 3 napon keresztül az oroszok nem ütköztek ellenállásba, egészen január 14-éig, mikor sor került a koprukoji és a taftai csatára.

## A koprukoji csata
Az egyik előrenyomuló orosz hadtest január 14-én elérte Koprukoj város határát, ahol török csapatok állomásoztak. Az orosz csapatok rögtön megtámadták a város körüli oszmán erődöket, a legtöbb erőd még aznap megadta magát. Az utolsó erődítményt január 15-én foglalták el. A törökök kivonultak a városból, az oroszok pedig rögtön folytatták tovább az előrenyomulásukat Erzurum irányába.

## A taftai csata
A másik orosz hadtest Tafta városához érkezett január 13-án. A török csapatok kivonultak a városból és összegyűjtötték erejüket a város közelében. Az oroszok január 13-án bevonultak Tafta városába. Január 14-én a várost a törökök elkezdték lőni, mire az orosz csapatok kiözönlöttek a városból és a török hadseregnek támadtak, melyet bekerítettek. Az oszmán csapatok megsemmisültek és megverve szétszéledtek. Az oroszok a csata után két órával folytatták útjukat Erzurum városába.

## A semirumi csata
A második orosz hadtest január 17-én érte el Erzurum külvárosát. Erzurum városát Semirum erődje védte, az erődöt mindenképpen el kellett foglalni ahhoz, hogy be lehessen nyomulni a városba. Az oroszok még január 17-én megkezdték az erőd ostromát, melyből január 18-án a török csapatok kitörtek, és az orosz vonalak felé támadást indítottak. Az orosz géppuskatűz azonban megállította a török rohamot. A török kudarc után az oroszok könnyen elfoglalták Semirum erődjét.

## Erzurum elfoglalása
Január 18-án Semirum erődjének elfoglalása után a második orosz hadtest Erzurum város határában állomásozott. Jugyenyics tábornok elhatározta, hogy addig nem támadja meg a várost, amíg az első orosz hadtest nem érkezik meg a városba. Ez  Január 19-én megtörtént és az oroszok felkészültek Erzurum ostromára. Karim pasa, a török erők parancsnoka a városban, elhatározta, hogy feladja Erzurumot, nem akarta vállalni a csatát a többszörös túlerőben lévő orosz sereggel. Január 20-án az orosz csapatok fegyverlövés nélkül vonultak be a kiürített Erzurumba.

## Eredmények
A 9 napos hadjárat során az orosz erők 13 000 hadifoglyot ejtettek, 323 löveget zsákmányoltak. Az Oszmán Birodalom elvesztette a legfontosabb keleti erődjét, a harmadik török hadsereg megsemmisült, immár másodszorra (Sarıkamışi csata). Az oroszok mélyen benyomultak Anatóliába. Örményország északi része orosz uralom alá került. Márciusban elfoglalták Musht, Bitlist, és Örményország déli részét is. Áprilisban oroszok vonultak be Trabzon kikötővárosba. A vereség hatására Karim pasát leváltották a hadsereg vezetésének éléről, helyére Vehip pasa került.
Az orosz előrenyomulás a hadtörténetben kiemelkedő, abból a szempontból, hogy rövid idő alatt, nagy területen, téli időjárási körülmények között, viszonylag csekély létszámú hadsereggel, döntő fontosságú stratégiai célokat sikerült megvalósítaniuk.